# Ernst Fritzmann
Ewald Walter Max Ernst Fritzmann (* 10. April 1898 in Berlin; † 2. November 1984 ebenda) war ein deutscher Leichtathlet, der sich auf den Hochsprung spezialisiert hatte.

## Sportliche Karriere
Ernst Fritzmann startete zunächst für die Turngemeinde in Berlin und dann für den SCC Berlin.
Bei Deutschen Meisterschaften erreichte Fritzmann acht Platzierungen unter den besten vier Springern. 1916 in Berlin wurde er Dritter und 1918 in Berlin wurde er Vierter. Von 1919 bis 1922 siegte er viermal in Folge, danach wurde er Dritter 1923 in Frankfurt am Main und Zweiter 1924 in Stettin. Seine Bestleistung von 1,843 Meter sprang er bei den Deutschen Meisterschaften 1922 in Duisburg.
Ernst Fritzmann nahm an zwei Länderkämpfen teil. Nach seiner aktiven Laufbahn war er in Berlin als Kampfrichter tätig.